# Singing!
「Singing!」是放學後TEA TIME的第11張單曲。於2011年12月7日由波麗佳音發售。

## 概要
2011年12月3日公開的電影『K-ON！輕音部劇場版』的片尾曲。C/W曲收錄劇中未放映的樂曲「おはよう、またあした」。同電影主題曲「Unmei♪wa♪Endless!」同時發售。

### 主要記錄
2011年11月6日的Oricon公信榜初登場獲得第4位。

## 收錄曲
（全作詞：大森祥子）
1. Singing! [3:49]
作曲：前澤寬之／編曲：小森茂生
  - 電影『K-ON!』片尾曲。
2. おはよう、またあした [4:49]
作曲、編曲：百石元
3. Singing!（Instrumental）
4. おはよう、またあした（Instrumental）

## 備註
1. ↑  . 『FRIDAY SUPER COUNTDOWN 50』公式サイト. 文化放送. December 10, 2011  [2011-12-15]. （原始内容存档于2013-05-25） （日语）.
2. ↑  . シネマトゥディ. 2011-09-07  [2011-11-05]. （原始内容存档于2013-06-04） （日语）.

## 外部連結
- 電影「K-ON!」官方網站
  - 電影「K-ON!」官方網站（页面存档备份，存于）（日語）
- 波麗佳音官方網站内CD情報網站
  - 初回限定版（日語）
  - 通常版（日語）